# 布萊德·奧斯穆斯
布萊德利·大衛·奧斯穆斯（英語：Bradley David Ausmus，1969年4月14日—），為前美國職棒大聯盟的捕手，目前在紐約洋基擔任板凳教練。他生涯曾效力於教士、老虎、太空人與道奇等隊，也曾執教過老虎、天使及以色列國家棒球隊。

## 球員時期

### 聖地牙哥教士
1993年7月，洛磯將奧斯穆斯、Andy Ashby和Doug Bochtler交易到教士，換來布魯斯·赫斯特和Greg Harris。他在兩天後登上大聯盟，並成功敲出大聯盟首安。1995年，他繳出2成93的打擊率。
1996年6月，奧斯穆斯的打擊率僅有1成81。後來教士將奧斯穆斯、Andújar Cedeño和Russ Spear交易到老虎，換來John Flaherty和Chris Gomez。

### 底特律老虎
1996年，奧斯穆斯繳出2成48的打擊率。1996年12月，老虎將奧斯穆斯、José Lima、Trever Miller、C. J. Nitkowski和Daryle Ward交易到太空人，換來Doug Brocail、Brian Hunter、Todd Jones和Orlando Miller。

### 休士頓太空人
1999年1月，太空人將奧斯穆斯交易回老虎，換來Paul Bako、Dean Crow、Brian Powell、Carlos Villalobos和Mark Persails。

### 底特律老虎
1999年，奧斯穆斯繳出2成75的打擊率。該年他成功入選明星賽，並累積全聯盟最多的14顆觸身球。

### 休士頓太空人
2000年12月，老虎將奧斯穆斯、Doug Brocail和尼尔森·克鲁斯交易回太空人，換來Roger Cedeño、Chris Holt和Mitch Meluskey。
2003年12月，奧斯穆斯與太空人續約。2004年，他面對左投的打擊率高達3成08。2005年，他整季獲得51次保送，但僅吞下48次三振。因此他在球季結束後又獲得球團續約。
2006年，奧斯穆斯的打擊率為2成30，並敲出生涯最多的單季9支觸擊安打。2005年國聯分區賽，奧斯穆斯在第四場9局下敲出追平全壘打，最後太空人和勇士鏖戰到18局才分出勝負。
2007年，他繳出2成35的打擊率。7月27日，他達成生涯百盜。2008年5月，奧斯穆斯成為大聯盟年資超過10年的現役球員當中，唯四位從未進入傷兵名單的選手。5月13日，他敲出生涯第1,500支安打。8月，他跑回生涯第700次得分。
2010年，奧斯穆斯成為太空人隊史出賽數最多的捕手。

### 洛杉磯道奇
2009年1月26日，奧斯穆斯與道奇簽下一年100萬美元的合約。該年他的打擊率為2成95，得點圈有的打擊率更是高達3成33。球季結束後，他再和球隊續約一年85萬美元的合約。
2010年，奧斯穆斯成為國聯第五老的球員。4月10日，他首次進入傷兵名單。整季他的打擊率為2成22，最後他在球季結束後退休。

## 執教
奧斯穆斯於2024年球季起擔任紐約洋基隊板凳教練，2025年續任。

## 生涯成績

### 球員時期
| 出賽次數 | 打席  | 打數  | 得分 | 安打  | 二安 | 三安 | 全壘打 | 打點 | 盜壘 | 保送 | 三振  | 打擊率 | 上壘率 | 長打率 | OPS  |
| -------- | ----- | ----- | ---- | ----- | ---- | ---- | ------ | ---- | ---- | ---- | ----- | ------ | ------ | ------ | ---- |
| 1,971    | 7,102 | 6,279 | 718  | 1,579 | 270  | 34   | 80     | 607  | 102  | 634  | 1,034 | .251   | .325   | .344   | .669 |

### 執教成績
| 球隊 | 年度   | 例行賽 | 例行賽 | 例行賽 | 例行賽 | 例行賽  | 季後賽 | 季後賽 | 季後賽 | 季後賽                |
| 球隊 | 年度   | 場次   | 勝     | 敗     | 勝率   | 排名    | 勝     | 敗     | 勝率   | 結果                  |
| ---- | ------ | ------ | ------ | ------ | ------ | ------- | ------ | ------ | ------ | --------------------- |
| 老虎 | 2014年 | 162    | 90     | 72     | .556   | 美中第1 | 0      | 3      | .000   | 輸掉美聯分區賽 (金鶯) |
| 老虎 | 2015年 | 161    | 74     | 87     | .460   | 美中第5 | –      | –      | –      | –                     |
| 老虎 | 2016年 | 161    | 86     | 75     | .534   | 美中第2 | –      | –      | –      | –                     |
| 老虎 | 2017年 | 162    | 64     | 98     | .395   | 美中第5 | –      | –      | –      | –                     |
| 合計 | 合計   | 646    | 314    | 332    | .486   |         | 0      | 3      | .000   |                       |
| 天使 | 2019年 | 162    | 72     | 90     | .444   | 美西第4 | –      | –      | –      | –                     |
| 合計 | 合計   | 162    | 72     | 90     | .444   |         | –      | –      | –      |                       |
| 總計 | 總計   | 808    | 386    | 422    | .478   |         | 0      | 3      | .000   |                       |

## 個人生活
- 2001年，奧斯穆斯曾因為贖罪日而沒有出賽。[25]
- 2004年，他入選猶太運動名人堂。[26]
- 奧斯穆斯在1995年結婚，並育有兩女。目前他們一家住在康乃狄克州紐黑文。[27]

## 外部連結
- 球員資訊和成績在MLB ，ESPN ，Retrosheet ，Baseball Reference ，Baseball Reference (Minors) ，Fangraphs ，The Baseball Cube ，Baseball Almanac （英文）